# Elecciones generales de Liberia de 1951
Las elecciones generales de Liberia de 1951 se llevaron a cabo el 1 de mayo del mencionado año para escoger al presidente para el período 1952-1956 y a los miembros de la Legislatura. Debido a la presión internacional y a las protestas sociales, el gobierno del presidente William Tubman, del Partido Whig Auténtico (TWP), que mantenía un régimen autoritario dominado por la minoría américo-liberiana, aceptó introducir el sufragio universal, siendo que hasta entonces votaban solo los varones américo-liberianos étnicos. Sin embargo, Tubman fue el único candidato y fue reelegido sin oposición. Por otro lado William R. Tolbert suplantó a Clarence Lorenzo Simpson como vicepresidente de la República.